# سعودي برو ريسلينغ
المصارعة السعودية للمحترفين (بالإنجليزية:Saudi Pro Wrestling) هي منظمة سعودية للمصارعة الحرة الترفيهية في السعودية تأسست عام 2020 في مدينة الرياض في السعودية ويدير الاتحاد المدير التنفيذي عبد العزيز الجريد ووصلت عروض الاتحاد حتى الان 12 عرض محلي.

## مصارعين الاتحاد
| الرقم | الإسم          | الجنسية                  |
| ----- | -------------- | ------------------------ |
| 1     | أحمد شو        | السعودية                 |
| 2     | أوستن أريس     | الولايات المتحدة         |
| 3     | بدر            | السعودية                 |
| 4     | بن فورتي       | السعودية                 |
| 5     | ال فورتي       | السعودية                 |
| 6     | هيلوكر تركي    | السعودية                 |
| 7     | إبراهيم الحجاج | السعودية                 |
| 8     | جاثوم          | غير معروف                |
| 9     | جي بلاد        | الهند                    |
| 10    | جزار           | السعودية                 |
| 11    | ليباسون        | السعودية                 |
| 12    | ام زي          | السعودية                 |
| 13    | ام كي          | السعودية                 |
| 14    | ام كي اي       | السعودية                 |
| 15    | نايف المطيري   | السعودية                 |
| 16    | نواف الحازمي   | السعودية                 |
| 17    | راكو           | السعودية                 |
| 18    | صالح ابسوليت   | السعودية                 |
| 19    | ساموراي ديل سو | الولايات المتحدة         |
| 20    | شاهين          | الإمارات العربية المتحدة |
| 21    | سلطان          | السعودية                 |
| 22    | ظفير           | باكستان                  |

## شخصيات أخرى
- عبد العزيز الجريد. (المدير التنفيذي)
- معاذ الخلف. (المدير العام)
- علي ياسين. (الحكم)
- فيصل. (معلق 1)
- الوليد ابو جبل. (معلق 2)

## روابط خارجية
- الموقع الرسمي
- الحساب الرسمي على يوتيوب
- الحساب الرسمي على تويتر
- الحساب الرسمي على انستقرام